# Christian Günther von Bernstorff

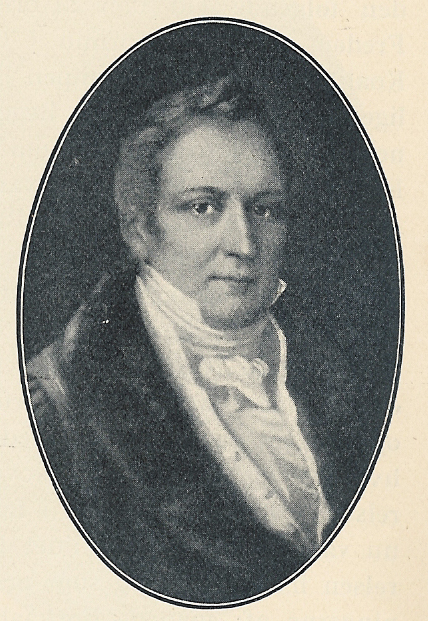
Christian Günther von Bernstorff

Christian Günther Graf von Bernstorff (Kopenhagen, 3 april 1769 - Berlijn, 28 maart 1835) was een Deense en Pruisische diplomaat.
Hij was een van de deelnemers aan het Congres van Aken.

## Biografie
Bernstorff, lid van de familie Von Bernstorff, werd geboren in Kopenhagen als zoon van Andreas Peter Bernstorff en Henriette Frederika Stolberg. In 1791 werd hij ambassadeur in Berlijn. Na de dood van zijn vader werd hij in juni 1797 minister van Buitenlandse Zaken. In het jaar 1801 werd hij Ridder van de Dannebrog en 21 mei 1803 lid van de Deense Raad van State.
- Gemeinsame Normdatei: 116147695
- International Standard Name Identifier: 0000 0000 2512 2910
- Library of Congress Control Number: n79103677
- Nationale Bibliotheek van Israël: 987007457417705171
- Nationale Bibliotheek van Polen: a0000003660218
- Nederlandse Thesaurus van Auteursnamen: 132212218
- Virtual International Authority File: 49969175
- WorldCat: E39PBJq73xy8YDgTXm4MtWjHmd